# Ante Starčevićs torg

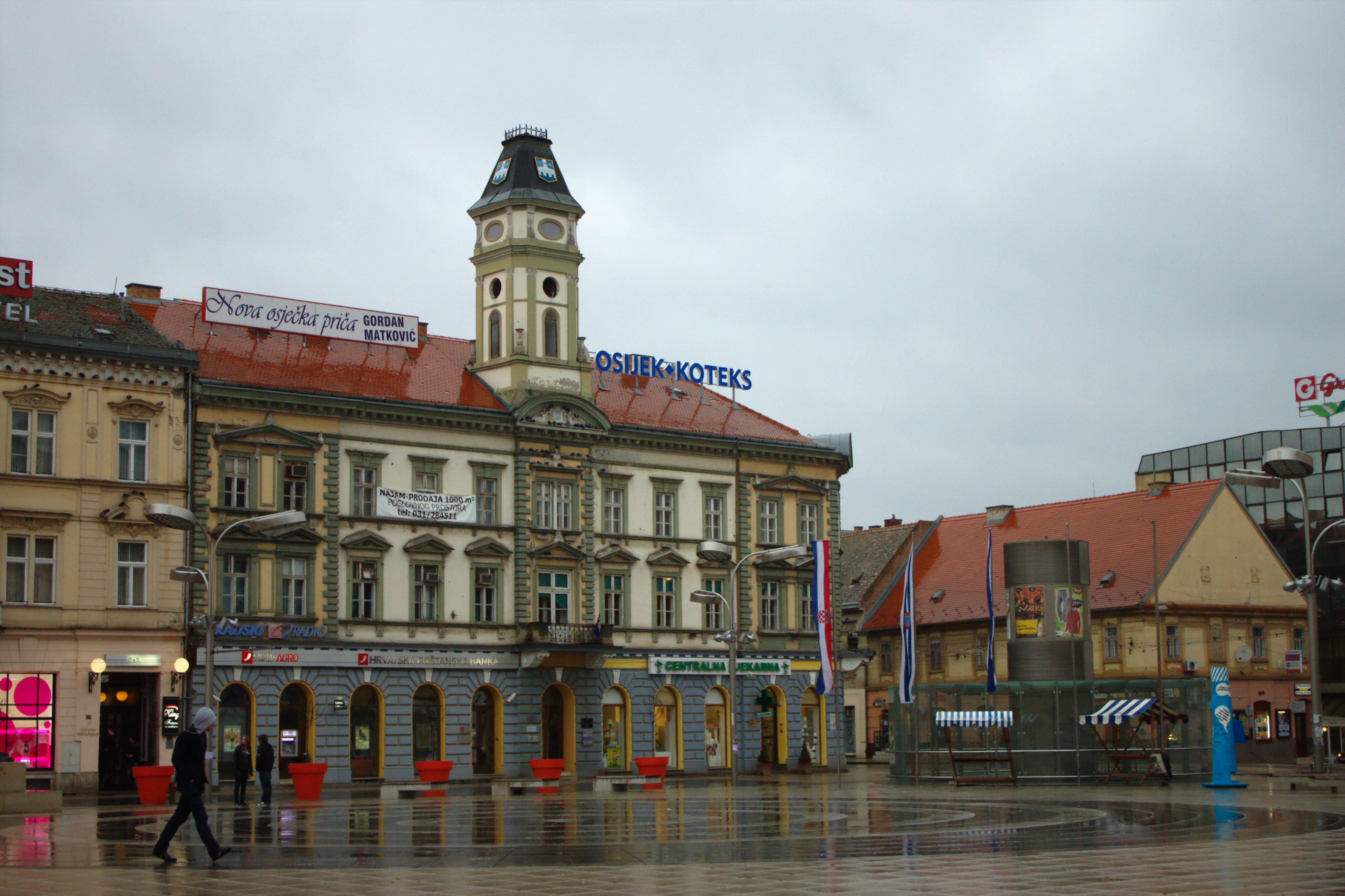
Ante Starčevićs torg 2011.

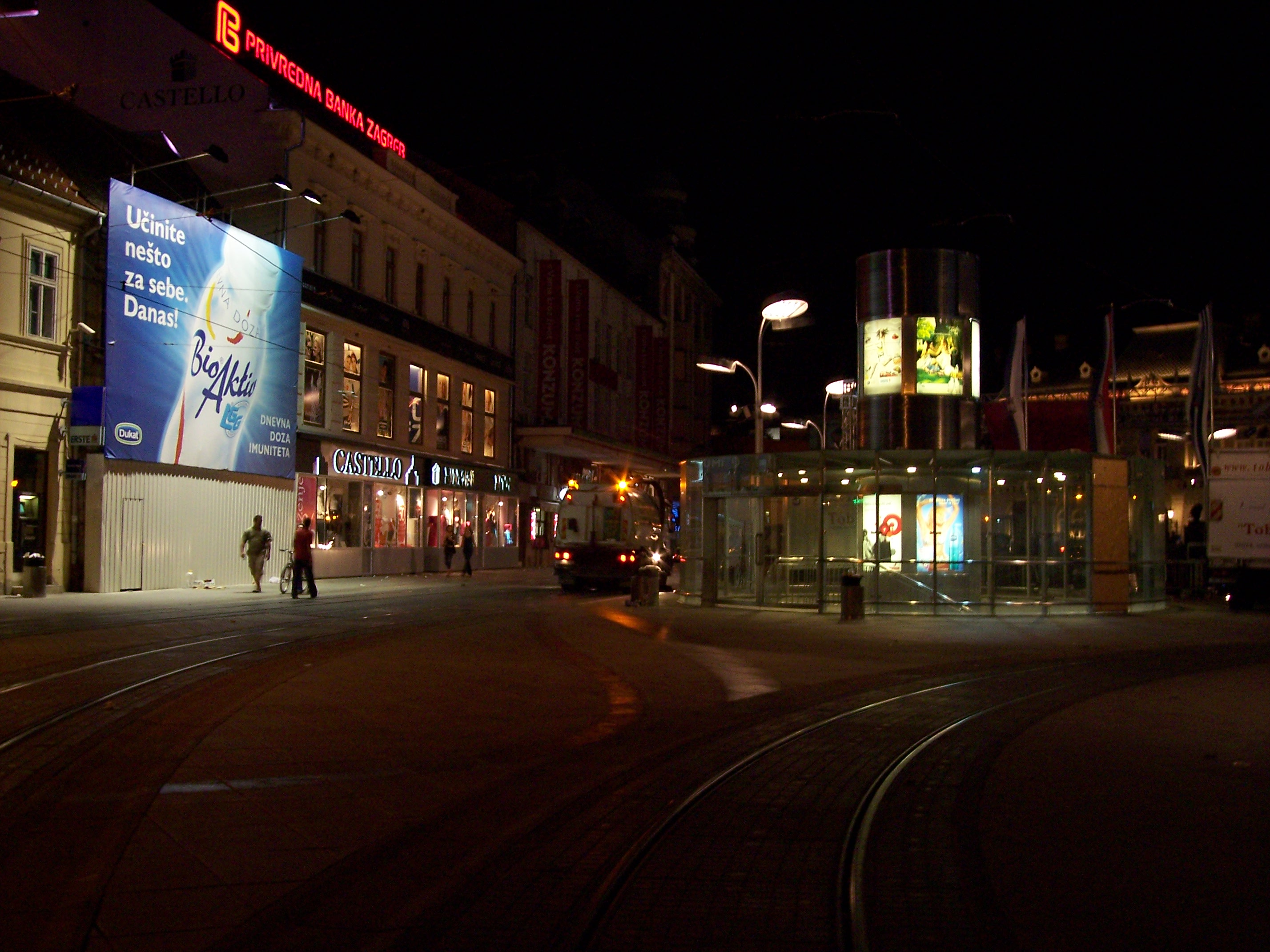
Ante Starčevićs torg nattetid 2007.

Ante Starčevićs torg (kroatiska: Trg Ante Starčevića) är ett torg i Osijek i Kroatien. Det är uppkallat efter Ante Starčević och är stadens centrala torg. I folkmun kallas torget lokalt för Trg (Torget). Den ligger i den centrala stadsdelen Gornji grad (Övre staden).   

## Historik
2004-2006 renoverades torget till värde av omkring 60 miljoner kuna. Nästan hela torget (7 800 m2) kom att omfattas av renoveringen vars syfte var en upprustning samt reglering av fordons- och spårvagnstrafiken.

### Tidigare namn
Torget har genom historiens gång burit olika namn som har skiftat utifrån politiska omständigheter. Dess nuvarande namn har torget burit sedan 1992.
| Årtal     | Kroatiskt namn         | Betydelse              |
| --------- | ---------------------- | ---------------------- |
| 1898      | Glavni trg             | Huvudtorget            |
| 1898-1919 | Trg Khuena-Héderváryja | Khuen-Hédervárys torg  |
| 1941-1946 | Trg dr. Ante Pavelića  | Dr. Ante Pavelićs torg |
| 1946-1992 | Trg slobode            | Frihetstorget          |
| 1992-     | Trg Ante Starčevića    | Ante Starčevićs torg   |

## Arkitektur
Torget har formen av en triangel och på den centrala delen av den finns en fontän samt en staty föreställande Ante Starčević. Till de mer framträdande byggnaderna vid torget hör Hotel Central och Prandau-Normann-palatset som hyser Osijek-Baranjas länsstyrelse. Vid torgets omedelbara närhet (men inte direkt vid det) ligger Sankt Petrus och sankt Paulus bikatedral.     

### Fotnoter
1. ↑  Obz.hr - Osijek-Baranjas läns officiella webbplats (kroatiska)
2. ↑  Sib.hr Arkiverad 6 oktober 2014 hämtat från the Wayback Machine. (kroatiska)